# Code des douanes communautaire (1992)
Lire en ligne

Consulter

Code des douanes communautaire
1er janvier 1994
Le code des douanes communautaire est la première codification des normes fixant et définissant la législation applicable aux importations et exportations de marchandises entre la Communauté économique européenne (CEE) et les pays tiers. Auparavant, les dispositions du droit douanier était dispersées dans une multitude de règlements et de directives communautaires. 

## Historique
La CEE et son successeur, l'Union européenne n'ayant pas été créées pour n'être qu'une zone de libre-échange fermée dans laquelle les États membres conserveraient leur gestion douanière indépendante vis-à-vis des pays tiers, il a été prévu dès l'entrée en vigueur du traité de Rome (1957), d'afficher une volonté d'établir un marché unique, qui vise « à l'élimination des entraves aux échanges intracommunautaires en vue de fusionner les marchés nationaux dans un marché unique réalisant des conditions aussi proches que possible de celles d'un véritable marché intérieur ». En somme, pour parvenir à la réalisation d'un marché unique, il s'agissait d'établir une union douanière, dont la réalisation supposait deux éléments : 
- L'abolition des frontières intérieures, qui suppose que l'union douanière s'étende à l'ensemble des échanges des marchandises et qui comporte à ce titre une interdiction entre États membres de droits de douane à l'importation et à l'exportation, de toutes taxes d'effet équivalent, ou encore de tout contingentement (en ce sens, toute mesure entravante équivalente à des restrictions quantitatives).
- La détermination d'une approche commune des relations avec les pays tiers, l'Union disposant en matière d'union douanière d'une compétence externe dite exclusive. Ce faisant, pour parvenir à l'ultime but qu'est la mise en place d'un marché commun européen (en ce sens, un marché intégré fusionnant les marchés nationaux), l'Union fixe les règles concernant la traçabilité de l'origine du produit[3], permettant alors, en cas d'origine extra-communautaire d'un produit voulant circuler librement sur le territoire de l'Union, de lui appliquer le tarif extérieur commun (TEC), appelé aussi le tarif douanier commun (TDC), lui aussi déterminé par l'Union. Dès lors, depuis le 1er juillet 1968, date correspondant à la pleine application du règlement 802/68/CEE du Conseil du 27 juin 1968, l'Union européenne (anciennement Communauté européenne) dispose d'une compétence exclusive dans la fixation du TEC (ou TDC). Ce tarif est adopté par le Conseil européen, à la majorité qualifiée, sur proposition de la Commission européenne.

Cependant, l'établissement d'une union douanière n'est pas sans conséquence. En effet, l'unification douanière a suscité la nécessité d'une harmonisation des législations douanières. Les produits importés de pays tiers dans l'Union sont considérés comme en « libre pratique » à partir du moment où ils ont subi les formalités douanières requises pour pénétrer sur le territoire de l'Union. Or, si chaque État avait appliqué le TEC selon ses propres dispositions nationales, il n'aurait pas été possible de mettre en place une barrière douanière unique aux frontières extérieures de l'Union. Cela aurait forcément eu pour conséquence de créer des discriminations ou distorsions en fonction des États membres, et, bien plus encore, de porter une atteinte considérable à l'effet utile des dispositions du droit de l'Union européenne et à l'uniformité du droit de l'Union européenne. Dans cette optique, l'union douanière supposait l'harmonisation des différentes règles communes alors regroupées dans un seul document : le code des douanes communautaire (et plus tard, le Code des douanes de l'Union). 

Dès lors, le code des douanes communautaires a vu le jour par le Règlement 2913/92/CEE du Conseil du 12 octobre 1992, qui avançait en préambule : 

« Considérant que la Communauté est fondée sur une union douanière ; qu'il convient, dans l'intérêt tant des opérateurs économiques de la Communauté que des administrations douanières, de rassembler dans un code les dispositions du droit douanier actuellement dispersées dans une multitude de règlements et de directives communautaires ; que cette tâche revêt un intérêt essentiel dans la perspective du marché intérieur »

.

## Compléments